# Taurus-Ziesel
Der Taurus-Ziesel (Spermophilus taurensis) ist eine Hörnchenart aus der Gattung der Ziesel (Spermophilus). Er lebt endemisch im Taurusgebirge in der Türkei.

## Merkmale
Der Taurus-Ziesel erreicht eine Kopf-Rumpf-Länge von etwa 20 Zentimetern bei einem Gewicht von etwa 200 Gramm. Der Schwanz wird etwa 6,1 Zentimeter lang und ist damit wie bei allen Zieseln deutlich kürzer als der restliche Körper. Die Rückenfarbe ist strohgelb und aufgrund einer Fleckung aus schwarzen und braunen Flecken und einem rötlichen Einschlag leicht meliert. Das Kinn und die Wangen sind sandfarben, hinter den Ohren treten kleine sandfarbene Flecken auf. Die Füße sind hell sandfarben, der Bauch ist weiß bis grau gefärbt. Der Schwanz ist relativ breit, die Oberseite entspricht in ihrer Färbung dem Rücken und die Unterseite ist strohgelb bis rötlich. Er endet in einer deutlichen schwarzen Schwanzspitze.
| 1 | · | 0 | · | 2 | · | 3 | = 22 |
| 1 | · | 0 | · | 1 | · | 3 | = 22 |

Die Art besitzt wie alle Arten der Gattung im Oberkiefer pro Hälfte einen zu einem Nagezahn ausgebildeten Schneidezahn (Incisivus), dem eine Zahnlücke (Diastema) folgt. Hierauf folgen zwei Prämolare und drei Molare. Im Unterkiefer besitzen die Tiere dagegen nur einen Prämolar. Insgesamt verfügen die Tiere damit über ein Gebiss aus 22 Zähnen.
Neben dem Taurus-Ziesel ist auch der Kleinasiatische Ziesel (Spermophilus xanthoprymnus) sowie der Europäische Ziesel (Spermophilus citellus) in der Türkei anzutreffen, wobei der Europäische Ziesel auf den europäischen Teil der Türkei westlich des Bosporus beschränkt ist. Spermophilus taurensis kommt dagegen in den östlichen Teilen des Taurusgebirges vor, wobei sich sein Verbreitungsgebiet nur im nördlichen Teil mit dem des Kleinasiatischen Ziesels überlappt, wo beide Arten parapatrisch vorkommen. Von den beiden anderen Arten unterscheidet sich der Kleinasiatische Ziesel durch einen etwas kürzeren Schwanz sowie Merkmale des Schädels. Eine sichere Abgrenzung der Arten ist nur über vergleichende Schädelmessungen oder genetische Tests möglich.

## Verbreitung
Der Taurus-Ziesel ist endemisch im Taurusgebirge in der Türkei in Höhen oberhalb von 1000 Metern.

## Lebensweise
Über die Lebensweise des Taurus-Ziesel liegen nur wenige Beobachtungen vor, auch wenn er bis vor wenigen Jahren dem sehr bekannten Kleinasiatischen Ziesel zugeordnet wurde. Er ist tagaktiv und lebt in der Gebirgsregion.

## Systematik
Der Taurus-Ziesel wird als eigenständige Art innerhalb der Gattung der Ziesel (Spermophilus) eingeordnet, die nach aktuellem Stand nach einer Revision der Gattung aus 15 Arten besteht. Die wissenschaftliche Erstbeschreibung stammt von einer Arbeitsgruppe um den türkischen Zoologen İslam Gündüz aus dem Jahr 2007. Sie trennten die Art vom Kleinasiatischen Ziesel auf der Basis einer molekularbiologischen und morphometrischen Analyse und beschrieben den Taurus-Ziesel neu.
Innerhalb der Art werden neben der Nominatform keine weiteren Unterarten unterschieden.

## Status, Bedrohung und Schutz
Der Taurus-Ziesel wird von der International Union for Conservation of Nature and Natural Resources (IUCN) als nicht gefährdet (Least concern) eingeordnet. Das Verbreitungsgebiet ist mit einer Fläche von 17.255 km2 zwar sehr klein, allerdings sind keine potenziellen bestandsgefährdenden Risiken für die Art bekannt und man nimmt keinen rasanten Rückgang der Populationen an. Die Tiere haben allerdings keinen Schutzstatus und werden regional als Schädlinge betrachtet.

## Belege
1. 1 2 3 4 5 6 7  Richard W. Thorington Jr., John L. Koprowski, Michael A. Steele: Squirrels of the World. Johns Hopkins University Press, Baltimore MD 2012; S. 313. ISBN 978-1-4214-0469-1
2. ↑  Robert S. Hoffmann, Andrew T. Smith: Spermophilus. In: Andrew T. Smith, Yan Xie: A Guide to the Mammals of China. Princeton University Press, Princeton NJ 2008, ISBN 978-0-691-09984-2, S. 193.
3. ↑  Mutlu Kart Gür, Hakan Gür: Spermophilus xanthoprymnus (Rodentia: Sciuridae). Mammalian Species 42 (892), 2010; S. 183–194. doi:10.1644/864.1
4. 1 2  Spermophilus taurensis in der Roten Liste gefährdeter Arten der IUCN 2015.1. Eingestellt von: N. Yigit, 2008. Abgerufen am 28. Juni 2015.
5. ↑  Kristofer M. Helgen, F. Russell Cole, Lauren E. Helgen, Don E. Wilson: Generic Revision in the holarctic ground squirrels genus Spermophilus. Journal of Mammalogy 90 (2), 2009; S. 270–305. doi:10.1644/07-MAMM-A-309.1
6. 1 2  İslam Gündüz, Maarit Jaarola, Coskun Tez, Can Yeniyurt, P. David Polly, Jeremy B. Searle: Multigenic and morphometric differentiation of ground squirrels (Spermophilus, Sciuridae, Rodentia) in Turkey, with a description of a new species. Molecular Phylogenetics and Evolution 43 (3), 2007; S. 916–935. doi:10.1016/j.ympev.2007.02.021